# Pica-pau-lúgubre
O pica-pau-lúgubre (Dendropicos lugubris) ou pica-pau-de-listras-pretas é uma espécie de pica-pau. Ocorre na África Ocidental desde o leste de Serra Leoa até à Nigéria, vivendo em florestas, bordas de florestas, clareiras e bosques. Às vezes é considerado uma subespécie do pica-pau-gabonês. A União Internacional para a Conservação da Natureza avaliou-a como uma espécie de menor preocupação.